# Egipcio medio
La lengua egipcia media o más sencillamante, egipcio medio es la forma típica del egipcio escrito del aproximadamente 2000 a. C. al 1300 a. C. (después del egipcio antiguo y antes del egipcio tardío). Se conservan alrededor de 900 jeroglíficos.
Fue durante el Imperio Medio de Egipto cuando se estableció como idioma oficial y clásica y durante el Imperio Nuevo la lengua, fundamentalmente en sus contextos administrativos y epistolares, fue contaminada por el habla vulgar, llamada así, neoegipcia que llegaría a ser la lengua oficial hasta ser sustituida por el egipcio demótico en el período tardío de Egipto.
A pesar de la evolución al egipcio tardío desde el s. XIV a. C., el egipcio medio mantuvo su uso como lengua estándar literaria hasta el s. IV d. C. Como tal, es la variante clásica del egipcio que, históricamente, atrajo más la atención de la egiptología. Mientras que la mayoría del egipcio medio está escrito en monumentos mediante jeroglíficos, también se escribe mediante una variante cursiva y la hierática relacionada. 
Hay que notar que suele ser habitual referirse, erróneamente y de manera simplista, que los «jeroglíficos», fueron la primera y más utilizada forma del egipcio antiguo. 
Los avances en la comprensión del egipcio medio se deben a Adolf Erman y a su "Escuela de Berlín". Erman también publicó la primera gramática de egipcio medio en 1894, solo superado en 1927 por el importante trabajo de Alan Gardiner. Desde mediados del siglo XX, los egiptólogos consideraron que su comprensión del egipcio medio era prácticamente completa, y comenzaron a centrarse en el egipcio antiguo, pero el debate sobre la gramática del egipcio medio fue reanudado por Hans Jakob Polotsky y su "teoría estándar" a partir de 1944.